# 1897年の相撲
1897年の相撲（1897ねんのすもう）は、1897年の相撲関係のできごとについて述べる。

## できごと
1月11日に英照皇太后崩御につき、東京相撲1月場所を30日間中断し、千秋楽が2月18日にまでずれ込んだ。
9月6日、大阪相撲の八陣調五郎が横綱（神理教免許）となる。

## 本場所など
- 1月場所（東京相撲）[2]
  - 興行場所:本所回向院
  - 1月5日より晴天10日間興行
- 5月場所（東京相撲）[3]
  - 興行場所:本所回向院
  - 5月10日より晴天10日間興行
- 9月場所（大阪相撲）[4]
  - 興行場所:南地五階南手空地
  - 9月19日より晴天10日間興行

## 誕生
- 1月2日 - 桐ノ花光之助（最高位：十両2枚目、所属：春日山部屋→立浪部屋、+ 1993年【平成5年】）
- 1月3日 - 朝響信親（最高位：前頭2枚目、所属：佐ノ山部屋→高砂部屋、+ 1960年【昭和35年】）[5]
- 2月18日 - 鹿嶌嵜健太郎（最高位：十両5枚目（大阪関脇）、所属：小野川部屋、+ 1947年【昭和22年】）
- 3月11日 - 常陸嶌朝次郎（最高位：前頭5枚目、所属：出羽海部屋、+ 1946年【昭和21年】）[6]
- 4月20日 - 一ノ濱善之助（最高位：前頭4枚目、所属：井筒部屋、+ 1962年【昭和37年】）[7]
- 5月14日 - 小金山幸一郎（最高位：十両8枚目、所属：出羽海部屋、+ 没年不明）
- 5月15日 - 太刀光電右エ門（最高位：大関、所属：友綱部屋→東関部屋→高砂部屋、+ 1952年【昭和27年】）[8]
- 5月20日 - 乙女川定吉（最高位：十両6枚目、所属：浦風部屋、+ 没年不明）
- 7月9日 - 陸奥錦建市（最高位：十両9枚目、所属：振分部屋、+ 1982年【昭和57年】）
- 8月5日 - 大嶌佐太郎（最高位：前頭11枚目（大阪大関）、所属：出羽海部屋、+ 1936年【昭和11年】）[9]
- 8月27日 - 外ヶ濱弥太郎（最高位：前頭筆頭、所属：入間川部屋→出羽海部屋→千賀ノ浦部屋→出羽海部屋、+ 1966年【昭和41年】）[10]
- 9月30日 - 阿久津川高一郎（最高位：前頭筆頭、所属：錣山部屋→高砂部屋、+ 1972年【昭和47年】）[11]
- 12月8日 - 潮ヶ濱義夫（最高位：前頭11枚目、所属：高砂部屋、+ 1937年【昭和12年】）[12]
- 12月14日 - 真砂石三郎（最高位：前頭5枚目、所属：尾車部屋→峰崎部屋→片男波部屋→伊勢ノ海部屋、+ 1944年【昭和19年】）[5]
- 12月18日 - 23代木村庄之助（元・立行司、所属：朝日山部屋、+ 1994年【平成6年】）[13]
- 12月26日 - 大蛇山酉之助（最高位：前頭筆頭、所属：錦嶋部屋、+ 1956年【昭和31年】）[14]

## 死去
- 6月29日 - 眞鶴政吉（最高位：大関（大阪相撲）、所属：朝日山部屋、* 1841年）
- 8月30日 - 鷲ヶ濱音右エ門（最高位：前頭4枚目、所属：玉垣部屋→常盤山部屋→玉垣部屋、年寄：常盤山、* 1838年【天保9年】）
- 9月22日 - 15代木村庄之助（立行司（現役没）、* 1839年【天保10年】）[15]
- 12月18日 - 8代式守伊之助（立行司（現役没）、* 1843年【天保14年】）[16]